# Чемпионат мира по плаванию в ластах 2016
Чемпионат мира по плаванию в ластах 2016 прошёл с 22 по 22 июня 2016 года в греческом городе Волос. В соревнованиях приняли участие спортсмены из 35 стран. Первое место в общекомандном зачёте заняли российские подводники, завоевав одиннадцать золотых, две серебряные и восемь бронзовых медалей.

## Награды

### Мужчины
| Дисциплина                  | Золото                                                                        | Золото     | Серебро                                                                   | Серебро  | Бронза                                                                    | Бронза   |
| --------------------------- | ----------------------------------------------------------------------------- | ---------- | ------------------------------------------------------------------------- | -------- | ------------------------------------------------------------------------- | -------- |
| 50 м в ластах               | Маурисио Фернандес Кастильо · Колумбия                                        | 15.00 WR   | Лукас Каретзопулос · Греция                                               | 15.24    | Алексей Казанцев · Россия                                                 | 15.47    |
| 100 м в ластах              | Макс Пошарт · Германия                                                        | 34.22      | Александр Нуар · Франция                                                  | 34.48    | Лукас Каретзопулос · Греция                                               | 34.55    |
| 200 м в ластах              | Окампо Лозада Хуан Фернандо · Колумбия                                        | 1:19.76    | Дмитрий Журман · Россия                                                   | 1:20.76  | Дмитрий Кокорев · Россия                                                  | 1:20.83  |
| 400 м в ластах              | Антониос Цурунакис · Греция                                                   | 2:58.12    | Евгений Смирнов · Россия                                                  | 2:58.85  | Христос Христофоридис · Греция                                            | 2:59.29  |
| 800 м в ластах              | Алексей Шафигулин · Россия                                                    | 6:19.28    | Христос Христофоридис · Греция                                            | 6:21.54  | Александр Одиноков · Украина                                              | 6:26.06  |
| 1500 м в ластах             | Алексей Шафигулин · Россия                                                    | 12:15.53   | Александр Одиноков · Украина                                              | 12:25.84 | Давид Де Челье · Италия                                                   | 12:36.27 |
| 50 м в классических ластах  | Андрей Арбузов · Россия                                                       | 18.50      | Кристиан Томич · Хорватия                                                 | 18.79    | Адам Сински · Венгрия                                                     | 18.87    |
| 100 м в классических ластах | Дмитрий Серяков · Россия                                                      | 41.44 WR   | Герго Косина · Венгрия                                                    | 41.69    | Клемент Бекк · Франция                                                    | 42.14    |
| 200 м в классических ластах | Герго Косина · Венгрия                                                        | 1:33.31 WR | Ю Гьёнхьён · Республика Корея                                             | 1:36.19  | Владимир Сидоров · Россия                                                 | 1:36.20  |
| 50 м в ластах, ныряние      | Ли Кванхо · Республика Корея                                                  | 13.85      | Маурисио Фернандес Кастильо · Колумбия                                    | 14.00    | Павел Кабанов · Россия                                                    | 14.02    |
| 100 м с аквалангом          | Ким Таэ Кюн · Республика Корея · Маурисио Фернандес Кастильо · Колумбия       | 31.34 WR   |                                                                           |          | Ли Кван Хо · Республика Корея                                             | 31.46    |
| 400 м с аквалангом          | Чи Чэн · Китай                                                                | 2:40.40 WR | Тун Чжэньбо · Китай                                                       | 2:40.42  | Денис Грубник · Украина                                                   | 2:46.09  |
| Эстафета 4×100 м в ластах   | Дмитрий Журман · Владимир Журавлёв · Павел Кабанов · Дмитрий Кокорев · Россия | 2:19.30    | Макс Пошарт · Флориан Критцлер · Макс Лаушус · Мальте Штриглер · Германия | 2:19.47  | Чезаре Фумарола · Стефано Фиджини · Кевин Занарди · Андреа Нава · Италия  | 2:19.98  |
| Эстафета 4×200 м в ластах   | Евгений Смирнов · Дмитрий Журман · Вячеслав Попов · Дмитрий Кокорев · Россия  | 5:23.81    | Давид Де Челье · Кевин Занарди · Андреа Нава · Стефано Фиджини · Италия   | 05:25.11 | Мальте Штриглер · Макс Лаушус · Флориан Критцлер · Макс Пошарт · Германия | 5:26.18  |
| 6000 м                      | Рамирес Химинес · Колумбия                                                    | 27:47.33   | Давид Де Челье · Италия                                                   | 28:12.36 | Роман Малетин · Россия                                                    | 28:32.52 |

### Женщины
| Дисциплина                  | Золото                                                                                      | Золото     | Серебро                                                    | Серебро  | Бронза | Бронза   |
| --------------------------- | ------------------------------------------------------------------------------------------- | ---------- | ---------------------------------------------------------- | -------- | --- | -------- |
| 50 м в ластах               | Янг Е Сол · Республика Корея                                                                | 16.94 WR   | Ким Гаин · Республика Корея                                | 17.44    | Эрика Барбон · Италия | 17.81    |
| 100 м в ластах              | Шу Чэньцзин · Китай                                                                         | 38.13      | Янг Е Сол · Республика Корея                               | 38.61    | Екатерина Михайлушкина · Россия · Сюй Ичуань · Китай                                                                      | 38.72    |
| 200 м в ластах              | Валерия Барановская · Россия                                                                | 1:26.88    | Шу Чэньцзин · Китай                                        | 1:28.05  | Эрика Барбон · Италия | 1:28.61  |
| 400 м в ластах              | Сунь Итин · Китай                                                                           | 3:16.24    | Анастасия Антоняк · Украина                                | 3:16.54  | Юлия Чумак · Украина | 3:18.64  |
| 800 м в ластах              | Сунь Итин · Китай                                                                           | 6:49.27    | Евгения Олейникова · Украина                               | 6:53.17  | Надежда Борисова · Россия                                                                                                 | 6:53.78  |
| 1500 м в ластах             | Сунь Итин · Китай                                                                           | 13:15.05   | Евгения Олейникова · Украина                               | 13:17.83 | Надежда Борисова · Россия                                                                                                 | 13:20.39 |
| 50 м в классических ластах  | Петра Сенански · Венгрия                                                                    | 20.98 WR   | Ирина Пикинер · Украина                                    | 21.51    | Чой Минци · Республика Корея                                                                                              | 21.52    |
| 100 м в классических ластах | Петра Сенански · Венгрия                                                                    | 45.69 WR   | Ирина Пикинер · Украина                                    | 46.88    | Кристина Варга · Венгрия                                                                                                  | 47.53    |
| 200 м в классических ластах | Петра Сенански · Венгрия                                                                    | 1:41.42 WR | Кристина Варга · Венгрия                                   | 1:45.16  | Вероника Прентка · Польша                                                                                                 | 1:46.21  |
| 50 м ныряние                | Янг Е Сол · Республика Корея                                                                | 15.59      | Ким Гаин · Республика Корея                                | 16.04    | София Ктена · Греция | 16.22    |
| 100 м с аквалангом          | Янг Е Сол · Республика Корея                                                                | 35.44      | Сюй Ичуань · Китай                                         | 35.96    | Лю Симинь · Китай | 36.04    |
| 400 м с аквалангом          | Чэнь Сицзя · Китай                                                                          | 2:56.87 WR | Сунь Итин · Китай                                          | 2:57.01  | Шин Джин Хи · Республика Корея                                                                                            | 3:00.76  |
| Эстафета 4×100 м            | Екатерина Михайлушкина · Анна Бер · Александра Скурлатова · Вера Илюшина · Россия           | 2:34.54 WR | Шу Чэньцзин · Юань Яци · Лю Симинь · Сюй Ичжуань · Китай   | 2:36.47  | Грэйс Фернандес Кастильо · Аликс-Виктория Перес Рубио · Паула Алехандра Агуиррэ Хоя · Келли Симена Перес Рубио · Колумбия | 2:37.83  |
| Эстафета 4×200 м            | Екатерина Михайлушкина · Валерия Барановская · Алёна Ширяева · Маргарита Тимофеева · Россия | 5:57.07 WR | Шу Чэньцзин · Синь Пейяо · Сунь Итин · Сюй Ичжуань · Китай | 6:02.91  | Светлана Жукова · Валентина Резник · Екатерина Соколовска · Анастасия Антоняк · Украина                                   | 6:07.75  |
| 6000 м                      | Надежда Борисова · Россия                                                                   | 56:43.80   | Татьяна Красногор · Украина                                | 58:49.77 | Лорен Барон · Франция | 59:02.92 |

### Смешанная Эстафета
| Дисциплина                  | Золото                                                                            | Золото     | Серебро                                                                                | Серебро    | Бронза                                                                                    | Бронза     |
| --------------------------- | --------------------------------------------------------------------------------- | ---------- | -------------------------------------------------------------------------------------- | ---------- | ----------------------------------------------------------------------------------------- | ---------- |
| Смешанная эстафета 4×2000 м | Алексей Шафигулин · Елена Кононова · Надежда Борисова · Дмитрий Лобченко · Россия | 1:16:19.04 | Роман Благодир · Татьяна Красногор · Евгения Олейникова · Александр Одиноков · Украина | 1:17:42.94 | Христос Христофоридис · Христос Дамолис · Деспиона Макриа · Екатерина Каламариди · Греция | 1:18:22.49 |

## Распределение наград
*   Хозяин турнира
| Место | Страна           | Золото | Серебро | Бронза | Всего |
| ----- | ---------------- | ------ | ------- | ------ | ----- |
| 1     | Россия           | 11     | 2       | 8      | 21    |
| 2     | Китай            | 6      | 6       | 2      | 14    |
| 3     | Республика Корея | 5      | 4       | 3      | 12    |
| 4     | Венгрия          | 4      | 2       | 2      | 8     |
| 5     | Колумбия         | 4      | 1       | 1      | 6     |
| 6     | Греция*          | 1      | 2       | 4      | 7     |
| 7     | Германия         | 1      | 1       | 1      | 3     |
| 8     | Украина          | 0      | 8       | 4      | 12    |
| 9     | Италия           | 0      | 2       | 4      | 6     |
| 10    | Франция          | 0      | 1       | 2      | 3     |
| 11    | Хорватия         | 0      | 1       | 0      | 1     |
| 12    | Польша           | 0      | 0       | 1      | 1     |
| Всего | Всего            | 32     | 30      | 32     | 94    |